# John Retcliffe

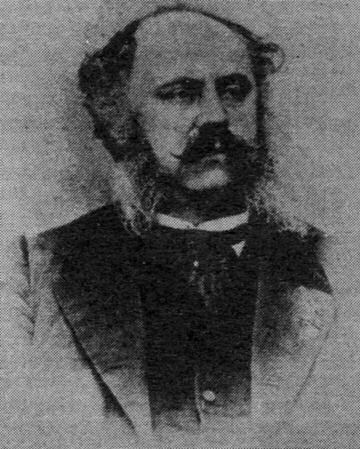
John Retcliffe

Hermann Ottomar Friedrich Goedsche (* 16. Februar 1816 in Trachenberg, Schlesien; † 8. November 1878 in Warmbrunn, Niederschlesien), bekannt unter dem Pseudonym Sir John Retcliffe, war ein deutscher Schriftsteller. Daneben benutzte er auch die Pseudonyme (Theodor) Armin, Baron Persiani und Willibald Piersig.

## Leben
Goedsche wurde als Sohn des Bürgermeisters von Trachenberg geboren und besuchte in Breslau das Gymnasium. Die Abschlussprüfung bestand er als einer der Besten. Da seine Eltern kein Studium finanzieren konnten, wurde er 1833 Postsekretär in Stralkowo. Nach Stationen in Suhl, Bocholt und Düsseldorf kam er Ende 1847 nach Berlin. In diese Zeit fallen auch seine ersten schriftstellerischen Tätigkeiten und seine Heirat.
Am 19. Oktober 1841 heiratete er Carolina Böltink. Mit ihr hatte er zwei Kinder, Otto Gerhard (geb. 2. März 1845) und Ottillie Johanna Theresia (24. Juni 1847).
Goedsche war ein Agent Provocateur für die Preußische Geheimpolizei. Er fälschte Briefe, die als Beweise gegen demokratisch Gesinnte benutzt wurden. 1849 wurde er im Prozess gegen Benedikt Waldeck mit Fälschungen ertappt und musste den Postdienst verlassen. Danach widmete er sich ausschließlich seiner journalistischen und schriftstellerischen Tätigkeit.
1848 trat er in die Redaktion der neu gegründeten Neuen Preußischen (Kreuz-)Zeitung ein. Hier betreute er die Kolumne Der Berliner Zuschauer, die vor allem Persönlichkeiten des gegnerischen politischen Lagers diffamierte. Er war ein Anhänger der Konservativen und kämpfte in scharfer Form gegen die Anhänger des Fortschritts. Im selben Jahr wurde er Geschäftsführer des „Vereins für König und Vaterland“, leitete das Pressebüro unter dem Ministerium Brandenburg und gab zugleich den Kalender für den Preußischen Volksverein heraus. Unter den Kollegen in der Schriftleitung der Kreuzzeitung befanden sich so prominente Persönlichkeiten wie Theodor Fontane, Otto von Bismarck und George Hesekiel. 1853 reiste er in die Türkei und berichtete über den Krimkrieg. 1874 beendete Goedsche seine Mitarbeit für die Kreuzzeitung und zog nach Warmbrunn, wo er die Verwaltung des Militärkurhauses übernahm. Er starb am 8. November 1878 im Alter von 62 Jahren und 9 Monaten in Warmbrunn.

## Wirken als Schriftsteller und Journalist
Als Schriftsteller verfasste er zeitgeschichtliche Romane aus dem Blickwinkel einer konservativen Weltanschauung. Die „Historisch-politischen Romane aus der Gegenwart“ von Sir John Retcliffe sind mit Abenteuern angereicherte Tendenzromane, die das gesamte politische Geschehen seiner Zeit zum Inhalt haben. Literarisch steht er in der Tradition des historischen Romans, wie ihn Walter Scott, Charles Sealsfield und Theodor Mügge pflegten, den er allerdings mit sensationellen Elementen anreicherte und sich dabei von Autoren wie Eugène Sue, Alexandre Dumas dem Älteren und George Hesekiel leiten ließ. Weitere Impulse gaben die Reise- und Kriegsberichte Friedrich Wilhelm Hackländers und Hans Wachenhusens sowie sein Freund Louis Schneider, der ein Fachmann auf dem Gebiet der Diplomatie an Fürsten- und Königshäusern war.
Goedsche stand zum Hof von Friedrich Wilhelm IV. in dienstlicher und gesellschaftlicher Beziehung und kannte deshalb zahlreiche Interna. Der Blickwinkel seiner Romane ist durch und durch preußisch. Obwohl er sich ein englisches Pseudonym zugelegt hatte, hegte er eine starke Abneigung gegen England, und seine politischen Ansichten, die gegen das perfide Albion gerichtet waren, kommen auch in seinen Romanen deutlich zum Ausdruck. Ebenso nahm er in seinen Werken Partei gegen Kolonisation und die Unterdrückung anderer Völker. Durch sein englisches Pseudonym und die Art seiner Darstellung vermittelte er dem Leser das Gefühl, hinter die Kulissen der Weltpolitik schauen zu können.
Nach der Jahrhundertwende wurden nur noch bearbeitete Ausgaben seiner Romane publiziert. Ab 1926 erschien im Retcliffe-Verlag, einer Gründung des Karl-May-Verlags, die nach der Bearbeiterin Lisa Barthel-Winkler genannte Barthel-Winkler-Ausgabe. Diese Ausgabe ist entsprechend den Gepflogenheiten des damaligen Radebeuler Karl-May-Verlags gegenüber dem Original sehr stark abgeändert, so dass sie mit diesem nur mehr wenig zu tun hat.

### Quelle antisemitischer Verschwörungstheorien
Das Kapitel „Auf dem Judenkirchhof in Prag“ aus seinem Roman Biarritz (1868) bildet die wesentliche Quelle des späteren antisemitischen Pamphlets Protokolle der Weisen von Zion. Geschildert werden die Vertreter der Zwölf Stämme Israels bei einer ihrer jährlichen Zusammenkünfte auf dem jüdischen Friedhof in Prag. Sie berichten über die Fortschritte ihres langfristigen Plans, die Weltherrschaft zu errichten. Zu den Methoden, dieses Ziel zu erreichen, zählen der Erwerb von Grundbesitz, die Umwandlung von Handwerkern in Industriearbeiter, die Infiltration in hohe Staatsämter, die Beherrschung der Presse usw. Der Vorsitzende Levit drückt am Ende der Sitzung den Wunsch aus, dass sie in 100 Jahren die Könige der Welt sein werden. Diese Rede („Rede des Rabbiners“) wurde später häufig rezipiert und zu einem elementaren Bestandteil der Protokolle. In der Weimarer Republik und in der Zeit des Nationalsozialismus erschien das Judenfriedhof-Kapitel als eigenständiger Text in einer Vielzahl von verschiedenen Ausgaben. 1926 druckte der Völkische Beobachter, die Parteizeitung der NSDAP, Auszüge aus dem Buch ab, um die These zu untermauern, die Kirchenspaltung zwischen Katholiken und Protestanten ginge auf ein jüdisches Komplott zurück.
In einem russischen Pamphlet („Die Juden, Herrscher der Welt“, 1873) wird Goedsches fiktionale Beschreibung so wiedergegeben, als hätte sie tatsächlich stattgefunden. In Deutschland gab der völkische Politiker und Publizist Richard Kunze den Roman im Jahr 1919 unter dem Titel Das Geheimnis der jüdischen Weltverschwörung als Tatsachenbericht heraus.
Goedsche griff bei der Erstellung des Kapitels auf eine Szene in dem Roman Joseph Balsamo von Alexandre Dumas dem Älteren zurück. In dieser Szene planen Alessandro Cagliostro und andere Verschwörer die Halsbandaffäre.

## Literarische Bearbeitungen
Umberto Eco lässt in seinem Roman Der Friedhof in Prag Goedsche als Nebenfigur auftreten. Goedsche agiert in dem Werk als Geheimagent und Plagiator und wird schließlich im Zusammenhang mit einem Erpressungsversuch ermordet.

## Werke (Auswahl)
- 1835 (als „Armin“): Der letzte Wäringer. Historische Novelle aus den Tagen der Eroberung Constantinopels. Suhl: Gotthilf Müller (SUB Göttingen)
- 1836 (als „Armin“): Burg Frankenstein. Vaterländische Romaneske aus den Zeiten Kaiser Friedrich Barbarossas, 3 Bände. Nordhausen: Fürst
- 1836: Die Sage vom Ottilien-Stein. Den Bewohnern des freundlichen Suhls gebracht und erzählt von Hermann Goedsche. (Google: 6. Auflage 1876)
- 1837: Die steinernen Tänzer. Romantische Sage aus Schlesiens Vorzeit, 2 Bände. Meißen
- 1838–1839: Nächte. Romantische Skizzen aus dem Leben und der Zeit. 2 Teile. Teil I (1838): Altenburg. Teil II (1839): Leipzig
- 1840: Schlesischer Sagen-, Historien- und Legendenschatz. Meißen: Fr. W. Goedsche (MDZ) (archive)
- 1848 (als W. Piersig): Mysterien der Berliner Demokratie. Ein Beitrag zur Aufhebung des Belagerungszustandes und zur Reorganisation der Bürgerwehr. 2 Teile. Berlin: Selbstverlag / Leipzig und Meißen: Fr. W. Goedsche (Google: Teil I – Teil II)
- 1849 (anonym): Enthüllungen. Berlin
- 1854: Die Russen nach Constantinopel! Ein Beitrag zur orientalischen Frage. Berlin: Hugo Bieler & Comp. (Google)
- 1856 (als Sir John Retcliffe): Sebastopol. Historisch-politischer Roman aus der Gegenwart, 4 Bände. Berlin: Carl Nöhring
  - Band 1: Seine und Bosporus (Google)
  - Band 2: Die Reveille der Völker (Google)
  - Band 3: Von Silistria nach Sebastopol (Google)
  - Band 4: Ssewastopol (Google)
- 1856: Jagdbilder. Sammlung der interessantesten und belehrendsten Jagdbeschreibungen aus allen Zonen, für die Jugend bearbeitet. Berlin: Winckelmann und Söhne
- 1858–59 (als Sir John Retcliffe): Nena Sahib, oder: Die Empörung in Indien. Historisch-politischer Roman aus der Gegenwart, 3 Bände. Berlin: Carl Nöhring (1963 wurde die ursprüngliche Trilogie in zwei Bänden erneut in der Buchreihe Welt der Abenteuer veröffentlicht)
  - Band I: Die Tyrannen der Erde
  - Band II: Die böse Saat
  - Band III: Der Sünden Ernte
    - Dritte Auflage 1859 (Google: Band III)
- 1860–61: Villafranca, oder: Die Kabinette und die Revolutionen. Historisch-politischer Roman aus der Gegenwart, 2 Bände, 3 Abteilungen
- 1861–64: Zehn Jahre! (Fortsetzung von Villafranca), 4 Bände
- 1864–66: Magenta und Solferino (zweite Fortsetzung von Villafranca), 4 Bände
- 1867: Solferino (dritte Fortsetzung von Villafranca), 1 Band
- 1865–67: Puebla oder Die Franzosen in Mexiko, 3 Bände (1964 wurde die ursprüngliche Trilogie in zwei Bänden erneut in der Buchreihe Welt der Abenteuer unter den Titeln Die Abenteurer und Goldfieber veröffentlicht)
  - Band I: Der neue Argonautenzug
  - Band II: Guyamas
  - Band III: In der Sierra
- 1868–1879 (als Sir John Retcliffe): Biarritz. Historisch-politischer Roman. Berlin: Carl Sigism. Liebrecht
  - 1. Abteilung (8 Bände): Gaëta – Warschau – Düppel
  - 2. Abteilung (5 Bände): Um die Weltherrschaft!
    - Auszug: Auf dem Judenkirchhof in Prag. Hg. & eingel. von Johann von Leers Steegemann 1933 (aus dem Bd. Die Erhebung.)
- 1881 (posthum, als Baron Persiani): Die Völker in Waffen. Roman-Trilogie aus der Gegenwart. Berlin: Kogge & Fritze
  - 1. Abteilung: Das Kreuz von Savoyen. Zeitgeschichtlicher Roman. 3 Bände